# (12706) Tanezaki
(12706) Tanezaki est un astéroïde de la ceinture principale.

## Description
(12706) Tanezaki est un astéroïde de la ceinture principale. Il fut découvert le 15 octobre 1990 à Geisei par Tsutomu Seki. Il présente une orbite caractérisée par un demi-grand axe de 2,64 UA, une excentricité de 0,30 et une inclinaison de 13,5° par rapport à l'écliptique.